# Centrum Społeczno-Kulturalne w Wieliczce
Centrum Społeczno-Kulturalne w Wieliczce (często nazywana „Mediateką”) – Centrum Społeczno-Kulturalne w Wieliczce znajdujące się na placu profesora Mieczysława Skulimowskiego.
W centrum znajduje się kino oraz biblioteka. Przez rok 2020 podczas pandemii Covid-19 w centrum uczyły się klasy 1-3 Szkoły Podstawowej nr 3 im. Mikołaja Kopernika w Wieliczce.

## Lokalizacja
Centrum Kultury znajduje się w centrum miasta. Centrum znajduje się na placu profesora Mieczysława Skulimowskiego. Obok Centrum Społeczno-Kulturalnego znajduje się przystanek autobusowy Wieliczka Mediateka, z którego odjeżdża np. Linia 304.

## Miejsca w obiekcie
W obiekcie znajduje się kino oraz Mediateka - Biblioteka Miejska w Wieliczce